# Johan Mauritz Wrangel
Johan Mauritz Wrangel, från 1653 friherre Wrangel af Lindeberg, född 16 maj 1616, död 30 januari 1665 på Norrby i Munsö socken, var en svensk militär. Han var far till Mauritz Fredric Wrangel.

## Biografi
Johan Mauritz Wrangel var son till Herman Wrangel. Från sin mor ärvde han Lärjeholms gård och Vindö i Östra Eds socken och Watzhof utanför Narva. Genom sitt första gifte med Anna Bååt 1638 blev han även ägare till Höja i Gryta socken. Johan Mauritz Wrangel blev 1633 fänrik vid guvernörsregementet i Elbing och 1634 kapten där. 1635 var han befordrad till överstelöjtnant och senast 1638 till överste. I oktober 1639 blev han regementschef för Upplands ryttare. Han förde befäl över regementet under fälttågen i Tyskland under trettioåriga kriget 1641–1643 varpå han hemförlovades för att genomföra värvningar för att komplettera regementet. Han deltog även med regementet under Torstensonska kriget 1644–1645. 1653 upphöjdes han tillsammans med sina halvsyskon till friherrligt stånd för faderns förtjänster och introducerades året därpå. Efter att befordrats till generalmajor 1654 följde han 1655 Karl X Gustav till Polen för att delta i Karl X Gustavs polska krig. Han förde dock inte befäl över sitt regemente och kvarlämnades vid arméns avmarsch tillsammans med Arvid Wittenberg i Warszawa och deltog i stadens försvar. Vid Warszawas kapitulation blev han som fången förd till Zamoisk, varifrån han utväxlades 1657.

### Egendom
Wrangel ägde Lindeberg, Lärjeholm i Angereds socken, Vindö i Eds socken, Höja i Gryta socken och Watzhof i Narva.

### Familj
Wrangel gifte sig första gången 28 mars 1638 med Anna Bååt (död 1646), dotter till ståthållaren och assessorn Bo Gustafsson (Bååt) och Anna Ribbing. De fick tillsammans barnen Anna Elisabet Wrangel (1640–1687) som var gift med riksrådet, fältmarskalken och generalguvernören, friherre Christer Horn af Åminne, översten Mauritz Fredrik Wrangel (1641–1715) vid karelska kavalleriregementet och hovfröken Christina Wrangel (1644–1682) som var gift med presidenten friherre Johan Rosenhane.
Wrangel gifte sig andra gången med friherrinnan Catharina Leionhufvud (1628–1659), dotter av landshövdingen Gustaf Leijonhufvud i Örebro län och Catharina Sparre. De fick tillsammans barnen kaptenen Adolf Johan Wrangel.
Wrangel gifte sig tredje gången med friherrinnan Beata Kagg (född 1638), dotter av guvernören Nils Kagg och friherrinnan Margareta Bonde. De fic tillsammans barnen kaptenen Herman Wrangel (död 1702), majoren Johan Wrangel (död 1706), kaptenen Carl Gustaf Wrangel (död 1705) och Margareta Agneta Wrangel som var gift med överstelöjtnanten friherre Filip Carl von Scheiding. Efter Wrangels död gifte Beata Kagg om sig med landshövdingen friherre Gabriel Kurck i Skaraborgs län.